# Futtermittelanalytik
Die Futtermittelanalytik umfasst alle Untersuchungen, die erforderlich sind, um den Nährwert und den Schadstoffgehalt eines Futtermittels anzugeben.
Für die Nutztierhaltung hat der Energiegehalt der Futtermittel heute die überragende Bedeutung, während bis in die 1970er Jahre oft die Proteinversorgung als limitierend angesehen wurde. Der Energiegehalt wird mittels Energieschätzformeln aus den Rohnährstoffen gemäß der Weender Analyse bzw. den Faserfraktionen nach van Soest oder aus in vitro-Analysen berechnet.
Die klassische „Weender Futtermittelanalyse“ zur Bestimmung der Rohnährstoff-Fraktionen wurde im 19. Jahrhundert begründet. Die Fütterungslehre weltweit baut auf dem System der Weender Futtermittelanalyse auf. Neuere Verfahren oder neue Futtermittel-Analysesysteme ergänzen heute die Weender Analyse. Seit Mitte des 20. Jahrhunderts entwickelte Methoden (z. B. die Faser-Fraktionierung nach Peter J. van Soest) haben heute ebenfalls praktische Bedeutung.
Die Methoden der Futtermittelanalytik sind im Methodenbuch Band III. „Die chemische Untersuchung von Futtermitteln“ des VDLUFA zusammengestellt.

## Weender Futtermittelanalyse

Wichtige Kenngrößen von Futtermitteln

### Allgemeines
Die Weender Futtermittelanalyse (auch Konventionsanalyse genannt) ist das Standardverfahren zur Ermittlung der Inhaltsstoffe von Futtermitteln.
Die Inhaltsstoffe werden eingeteilt in: Rohasche (CA oder XA), Rohfaser (CF oder XF), Rohprotein (CP oder XP), Rohfett (CL oder XL) und Stickstoff freie Extraktstoffen (NfE); die Angaben sind meistens auf die Trockenmasse, seltener auf die Frischmasse bezogen.
```
100
 
=
 
Wasser
 
+
 
Rohasche
 
+
 
Rohfaser
 
+
 
Rohprotein
 
+
 
Rohfett
 
+
 
Stickstoff
 
freie
 
Extraktstoffe
```

Entwickelt wurde dieses System 1860 von Wilhelm Henneberg und Friedrich Stohmann an der landwirtschaftlichen Versuchsstation in Weende, Stadtteil von Göttingen, daher der Begriff Weender Analyse bzw. Weender Futter(mittel)analyse. Henneberg und Stohmann optimierten und vereinheitlichten insbesondere die Rohfaser-Methode und machten aus den einzelnen Methoden das System Weender Futtermittelanalyse. Die einzelnen Methoden zur Bestimmung der anderen Parameter waren damals schon vereinheitlicht: Rohprotein-Bestimmung nach Kjeldahl, Rohfett-Bestimmung nach Soxhlet.

### Analytik
An dieser Stelle werden keine exakten Beschreibungen zur Analyse der einzelnen Inhaltsstoffe geliefert. Diese Aufstellung soll nur einen allgemeinen Überblick geben. Alle dargestellten Methoden sind Konventionsmethoden, d. h. das Ergebnis der Methode wird definiert als der Gehalt des Parameters. Ein abweichendes Vorgehen kann und teilweise wird zu anderen Ergebnissen führen, wäre dann aber nicht mehr der Gehalt des Parameters.

#### Trockenmasse
Ein Teil der Probe wird bis zur Gewichtskonstanz bei einer bestimmten Temperatur getrocknet. Die Dauer und die Temperatur (~103–105 °C) sind dabei abhängig vom Futtermittel. Durch diesen Prozess wird der Probe das Rohwasser entzogen (aber auch flüchtige organische Verbindungen: Ammoniak, Alkohole, Essigsäuren). Der Rückstand ist definiert als der Gehalt an Trockenmasse in der Probe. In dieser Trockenmasse befinden sich die essenziell verwertbaren Nahrungsbestandteile wie Eiweiße, Fette etc.

#### Rohasche
Zur Ermittlung des Rohaschegehaltes wird die Probe in einem Muffelofen bis zur Gewichtskonstanz auf 550 °C erhitzt. Dadurch werden alle organischen Bestandteile vermuffelt (verbrannt) und der Rückstand ist der Gehalt an Rohasche. Das sind abhängig von der Probe v. a. Mineralstoffe und Sand. Der Wert Gesamtmasse des Futtermittels abzüglich des Werts der Rohasche ist die organische Masse (OM). Die organische Masse setzt sich aus Rohprotein, Rohfaser, Rohfett und NfE zusammen.

### Organische Masse

#### Rohfett
Der Rohfettgehalt ist der Teil des Futtermittels, der sich in Fettlösungsmitteln, wie beispielsweise Petrolether, löst. Die Bestimmung erfolgt nach Soxhlet. Aktuell wird die Methode nach Weibull/Stoldt angewandt und seit etwa 2012 bevorzugt mit Hexan statt Petrolether extrahiert.

#### Rohprotein
Ist die Summe aller Verbindungen, die Stickstoff enthalten. Meistens wird zur Bestimmung des Anteils zunächst der Stickstoffgehalt der Probe ermittelt (z. B. durch Kjeldahlsche Stickstoffbestimmung). Anschließend wird das Ergebnis mit einem Faktor multipliziert, der den reziproken Wert des typischen N-Gehaltes von Rohprotein darstellt. Es wird generell von einem N-Gehalt von 6,25 ausgegangen, außer er wird durch die Literatur oder Gesetzesvorgaben anders vorgegeben wie das z. B. für Milch und Milchprodukte mit einem N-Gehalt von 6,38 der Fall ist. Der Anteil des wirklich verwertbaren Rohproteins wird als verdauliches Rohprotein (vRP) bezeichnet.

#### Rohfaser
Unter „Rohfaser“ ist derjenige Anteil eines Futtermittels zu verstehen, der nach Behandlung mit verdünnten Säuren und Laugen als „unverdaulicher“ Bestandteil zurückbleibt. Hauptbestandteil dieser Stoffklasse ist die Cellulose. Rohfaser darf nicht mit Ballaststoffen gleichgesetzt werden, da diese nur zu ca. einem Drittel aus Cellulose bestehen und noch viele andere unverdauliche Komponenten enthalten.

### Stickstofffreie Extraktstoffe (NfE)
Der NfE-Gehalt wird durch Berechnung bestimmt: Von der organischen Masse werden Rohfett, Rohprotein und Rohfaser abgezogen, der Rest ist NfE. Dies sind z. B. lösliche Zucker, Stärke, Pektine und organische Säuren. Auch das Lignin ist in der NfE enthalten, da Lignin sich in der Laugenlösung bei der Bestimmung der Rohfaser löst.

### Kritik und moderne Messverfahren
Die Weender Analyse ist ein einfaches, auch heute noch gebräuchliches Standardverfahren, weist aber Schwächen auf:
1. Ein großes Problem ist die rechnerische Ermittlung des NfE-Gehaltes. Mögliche Analysenfehler beeinflussen diesen Wert entscheidend. Hier ist vor allem der Rohproteingehalt zu nennen, da mit einem mittleren Faktor für den N-Gehalt gerechnet wird. Es werden pauschal 16 % N-Gehalt unterstellt, was aber nicht immer zutreffend ist.
2. Es ist keine Unterteilung der enthaltenen Kohlenhydrate in Stärke- und Nicht-Stärke-Polysaccharide bzw. Struktur- und Nicht-Strukturkohlenhydrate möglich. Diese Unterteilung wird erst, wenn auch unsauber, durch eine erweiterte Futtermittelanalytik realisiert.

Die klassische Laboranalytik kann durch moderne spektroskopische Verfahren, wie die NIR-Analytik (Near Infrared, Nahes Infrarot) ersetzt werden. Sie wird in der Futtermittelanalytik vielerorts schon als Standardmethode im Labor eingesetzt. Eine kontinuierliche Analytik (Online-Analytik) ist mit NIR-Online-Spektrometern sehr gut möglich.
Allerdings ist die NIR abhängig von der zugrunde liegenden Referenzanalytik sowie von der Präparation der zu messenden Proben. Die Auswertung der NIR-Messung erfolgt durch eine mathematische Schätzung anhand einer Kalibrierung. In dieser Kalibrierung sollte eine größere Menge an repräsentativen Proben vorhanden sein, deren aufgezeichnete Spektren den referenzanalytisch ermittelten Gehalten zugeordnet werden.

## Erweiterte Weender Analyse
Die erweiterte Weender Analyse (auch Detergenzien-Analyse der Zellwandbestandteile) stellt eine Erweiterung der Weender Futtermittelanalyse zur Untersuchung von Futtermitteln dar. Dieses amerikanische Analysesystem der Faserbewertung ersetzt in der Weender Analyse den Teil der unsauber definierten Fraktionen Rohfaser und NfE und nicht die gesamte Analyse. Vorgeschlagen von Peter J. van Soest u. a. hat diese modifizierte Analyse mittlerweile eine „weite Verbreitung“ gefunden.
In den Fraktionen Rohfaser und NfE sind vor allem Kohlenhydrate und einige assoziierte Substanzen (u. a. Lignin) enthalten. Die erweiterte Futtermittelanalyse lässt eine weitergehende Aufteilung der Fraktionen zu.
Insgesamt werden zwei großen Gruppen unterschieden:
1. Zellinhaltsstoffe. Hierin sind enthalten:
  1. Rohprotein
  2. Rohasche
  3. Rohfett
  4. Anteile der Fraktion NfE: die Nicht-Strukturkohlenhydrate Zucker und Stärke sowie eine Restgröße „Organischer Rest“
2. Gerüstsubstanzen. Diese Gruppe umfasst vor allem Strukturkohlenhydrate und assoziierte Substanzen; die Gruppe setzt sich aus der Fraktionen Rohfaser und einem Teil der Fraktion NfE der Weender Futtermittelanalyse zusammen;
  1. Neutral-Detergenz-Faser (NDF, neutral detergent fiber) ist die Summer aller Gerüstsubstanzen.
  2. Säure-Detergenz-Faser (ADF, acid detergent fiber) setzt sich zusammen aus NDF abzüglich von Hemicellulosen.
  3. Säure-Detergenz-Lignin (ADL, acid detergent lignin) setzt sich zusammen aus ADF abzüglich Cellulose[10] und umfasst per Definition vor allem Lignin.

## Andere Bestimmungen im Rahmen der Futtermittelanalyse
Für die Energieschätzung von Wiederkäuern haben In-vitro-Analysen eine große Bedeutung. Bei In-vitro-Analysen wird die Wiederkäuerverdauung im Reagenzglas nachgeahmt, oft unter Zuhilfenahme von Pansensaft. Dazu zählen z. B. die Methoden nach Tilly und Terry, der Hohenheimer Futterwerttest oder die Cellulase-Methode.
Neben den Rohnährstoffen und der Faserfraktionierung sind für die Fütterung die Mineralstoffanalysen (Kationen und Anionen) heute sehr wichtig. Im Einzelfall kann eine Analyse der  Schadstoffe von Bedeutung sein, das betrifft am häufigsten die Mykotoxinanalysen (ZEA und DON), die Rückstandsanalytik für Pflanzenschutzmittel oder die Bestimmung von verbotenen Inhaltsstoffen (z. B. Melamin, Gossypol).